# William Greenwell
O Cônego William Greenwell, FRS FSA JP (23 de março de 1820 – 27 de janeiro de 1918) foi um arqueólogo e clérigo da Igreja Anglicana.

## Primeiros anos
William Greenwell nasceu em 1820, na propriedade conhecida como Greenwell Ford, perto de Lanchester, no Condado de Durham, Inglaterra. Ele era o filho mais velho de William Thomas Greenwell (1777–1856) e Dorothy Smales, juntamente com 3 irmãos, Francis, Alan e Henry Nicholas Greenwell, e uma irmã, Dorothy, que publicou poesia sob o nome de Dora Greenwell.
Após uma educação inicial com o mentor Rev. George Newby, ele ingressou na Durham School, estudando na mesma sala de Henry Baker Tristram. Em 1836, matriculou-se na Faculdade University, na Universidade de Durham, e graduou-se como Bacharelado em Artes em junho de 1839. Iniciou um treinamento de Barrister em Middle Temple, mas devido a problemas de saúde, decidiu deixar Londres e retornar à Universidade Durham em 1841, completando uma Licenciatura em Teologia no ano seguinte. Em 1843, completou seu Mestrado em Artes. Greenwell foi ordenhado como Diácono pelo bispo Edward Maltby em 30 de junho de 1844, e um padre dois anos depois. De 1844 a 1847, foi tesoureiro da Universidade Durham.

## Carreira
Greenwell serviu a Robert Wilberforce por um curto período como pároco auxiliar em Burton Agnes, Yorkshire, antes de se tornar assistente de William George Henderson, diretor da faculdade Hatfield, em Durham. Em 1852 ele se tornou diretor de Neville Hall, uma república para estudantes da Faculdade de Medicina de Newcastle, com os quais ele trabalhou para dar assistência aos pacientes com cólera da cidade em 1853.
Greenwell foi designado como cânone da Catedral de Durham de 1854 até sua morte. Ele também foi capelão e e censor em Bishop Cosin's Hall de 1855 a 1863. De 1863 até 1908, Greenwell foi bibliotecário da Catedral, onde ele continuou o trabalho de catalogar o inventário local, trabalho esse que havia sido iniciado por Joseph Stevenson.
Greenwell foi presidente da Sociedade Arquitetural e Arqueológica de Durham a partir de 1865 e vice-presidente da Sociedade dos Antiquários de Newcastle a partir de 1890, ocupando ambos os cargos até sua morte. Em 1868 ele foi eleito para a Sociedade dos Antiquários de Londres. Ele foi nomeado como Juiz de paz em 1870, e eleito como alderman em 1904. Em 1898, Greenwell recebeu a medalha da Sociedade Real Numismática.
Greenwell faleceu em 27 de janeiro de 1918 em North Bailey, Durham, e foi sepultado em Lanchester.

## Arqueologia

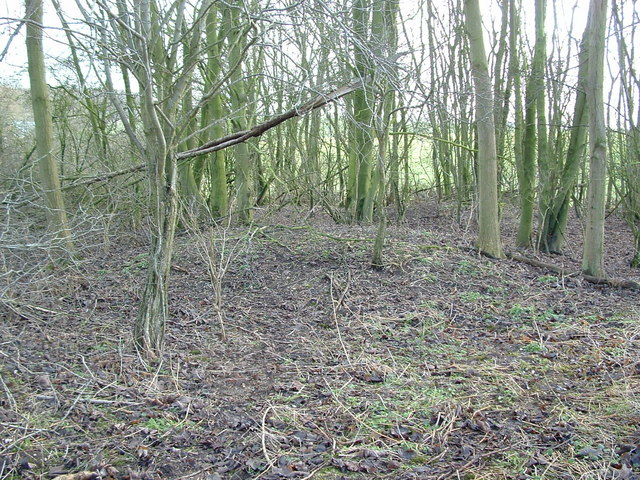
Uma mamoa rasa em Danes Graves

A propriedade de sua família incluía o sítio arqueológico do antigo forte Romano Longovicium. Durante a infância, ele e seu irmão Frank vasculhavam o solo do acampamento, despertando seu interesse pela arqueologia. Ele foi um dos membros fundadores do Clube de Campo dos Naturalistas de Tyneside, em 1846, e mais tarde naquele mesmo ano, viajou pela Itália e Alemanha, apresentando um texto em um instituto de Arqueologia local em 1852. Em março de 1864, ele escavou catorze colinas tumulares (mamoas) da Idade do Ferro no sítio arqueológico de Danes Graves, e foi subsequentemente criticado pelo político William Harrison-Broadley devido a más práticas de escavação.:16 Entre 1897 e 1898, Greenwell realizou uma escavação de larga escala em 53 mamoas, também em Danes Graves, em associação com John Robert Mortimer.:17 Greenwell também é conhecido por seu trabalho em Grimes's Graves, seus tratados sobre a cunhagem de moedas de eletro em Cízico, e sua catalogação dos achados do final da Idade do Bronze da caverna Heathery Burn. Um de seus alunos foi Augustus Pitt Rivers.
A enorme coleção de artefatos arqueológicos de William Greenwell, muitos datando do período Neolítico (por exemplo, os Tambores de Folkton) ou da Idade do Bronze britânica, agora se encontra no Museu Britânico. Isto foi graças à J. P. Morgan, que adquiriu sua coleção por £10,000. Em 1895, ele vendeu sua coleção de ferramentas de sílex ao Dr. W. Allan Sturge. Sua primeira coleção notável foi uma série de moedas gregas, que ele eventualmente vendeu a um Sr. Warren, de Boston. Warren mais tarde doou essa coleção ao Museu de Belas Artes de Boston. Com o dinheiro acumulado através da venda de suas coleções, Greenwell pôde re-adquirir a casa de seus ancestrais, Greenwell Ford, que então foi herdada pelo seu sobrinho após seu falecimento.